# Sciame sismico
In sismologia uno sciame sismico è un fenomeno naturale caratterizzato da una lunga sequenza di scosse sismiche di lieve e media intensità, che può durare fino a diversi mesi e localizzato in una determinata zona. Un fenomeno che viene confuso con questo è la sequenza sismica, la quale non è circoscritta e si sviluppa in un arco di tempo decisamente più ristretto.

## Descrizione
Si differenzia da una serie di scosse di assestamento perché non c'è una scossa iniziale nettamente più forte delle altre.
La stragrande maggioranza degli sciami sismici evolvono senza produrre catastrofi ovvero senza mainshock importanti, dissipandosi più o meno lentamente nel tempo; una frazione minore di sciami sismici può evolvere invece verso una scossa importante: quando ciò accade spesso si registra un incremento continuo in frequenza e intensità delle scosse cosiddette premonitrici. Tuttavia, data l'aleatorietà del fenomeno, non è attualmente possibile una previsione sismica deterministica di un terremoto importante a partire da uno sciame sismico precursore.
A volte (ma non sempre) gli sciami sismici sono legati ad attività vulcaniche. Per esempio, nel Parco di Yellowstone sono frequenti sciami sismici della durata di alcuni giorni. Lo sciame dell'autunno 1985, che durò tre mesi, con 1800 scosse di magnitudo compresa tra 1 e 4,9, si associò a un'inversione del bradisisma della caldera  Archiviato il 13 maggio 2008 in Internet Archive.. Lo sciame del luglio 1995, che durò circa una settimana, si associò a un'inversione in senso opposto del medesimo bradisisma.